# Alberto Cianca
Alberto Cianca (Roma, 1º gennaio 1884 – Roma, 8 gennaio 1966) è stato un giornalista e politico italiano.
È stato deputato all'Assemblea Costituente, e senatore nella II e III legislatura.

## Biografia

### L'inizio dell'attività giornalistica
Laureato in giurisprudenza, iniziò la professione giornalistica come resocontista parlamentare della «Tribuna» di Roma e poi del «Secolo» di Milano. Redattore capo al «Messaggero» di Roma, si dimise nel 1921, non condividendone l'indirizzo politico, e passò poi a dirigere «L'Ora» di Palermo.

### Attività antifascista in Italia e in Francia (1924-1940)
Democratico e antifascista, nel novembre del 1924, dopo il delitto Matteotti, Cianca aderì all'Unione Nazionale di Giovanni Amendola ed assunse la direzione del quotidiano del pomeriggio Il Mondo (22 agosto 1922). Dal 12 marzo 1925 fu direttore anche del quotidiano del mattino Il Risorgimento. Per le sue convinzioni subì aggressioni, la devastazione della casa e il confino di polizia. Riuscito a fuggire in Corsica, raggiunse Parigi (gennaio 1927). Nella capitale francese diresse il periodico socialista La Libertà e riuscì a far riprendere le pubblicazioni al settimanale satirico «Becco giallo», di cui fu condirettore (con Alberto Giannini).
Perseguitato dal fascismo, fu condannato più volte in contumacia dal Tribunale speciale.
Nell'agosto del 1929, all'Hôtel du Nord de Champagne, a Montmartre, su iniziativa di Alberto Tarchiani, Carlo Rosselli, Gaetano Salvemini, Emilio Lussu, Francesco Fausto Nitti e Alberto Cianca, si formò Giustizia e Libertà, un movimento a pregiudiziale repubblicana, con il proposito di riunire tutte le formazioni non comuniste che intendevano combattere e porre fine al regime fascista. Nel 1931, Giustizia e Libertà stipulò un accordo paritario con il Partito Socialista che prevedeva l'inclusione di Giustizia e Libertà nel comitato esecutivo della Concentrazione Antifascista, un'associazione di partiti antifascisti comprendente anche il Partito Repubblicano Italiano. Il componente di GL nel Comitato esecutivo della "Concentrazione" fu Alberto Cianca. L'accordo tra le tre formazioni politiche, tuttavia, fu ben presto segnato da numerosi contrasti e, nel maggio del 1934, la Concentrazione Antifascista si sciolse. Dopo l'assassinio dei fratelli Rosselli divenne direttore del settimanale Giustizia e Libertà. Fu pure iniziato in Massoneria nella Loggia  Giovanni Amendola, del Grande Oriente d'Italia in esilio a Parigi Durante la guerra civile spagnola, Cianca fu più volte in Spagna tra i combattenti delle Brigate Internazionali come propagandista delle idee antifasciste. Di fronte all'occupazione tedesca della Francia, nel giugno del 1940, Alberto Cianca lasciò Parigi, e raggiunse gli Stati Uniti, via Casablanca.

### Il soggiorno negli Stati Uniti e laMazzini Society(1940-1944)
Durante il soggiorno negli Stati Uniti, Cianca collaborò con l'altro ex "giellino" Alberto Tarchiani, esule anch'egli, che aveva assunto la carica di segretario della Mazzini Society, un'associazione antifascista italo-americana di matrice democratica e repubblicana. Attraverso la "Mazzini", Cianca e Tarchiani contavano di acquisire l'appoggio del governo degli Stati Uniti, per la creazione di un Comitato nazionale italiano, cioè una forma di governo in esilio e, con il progressivo avanzamento delle truppe alleate nell'Africa settentrionale (1941-42), anche di una “legione italiana”, con alla guida Randolfo Pacciardi, già comandante del Battaglione Garibaldi nella Guerra civile spagnola e giunto negli Stati Uniti nel dicembre del 1941. Tale linea politica, inoltre, mirava a candidare l'ex Ministro degli esteri Carlo Sforza, anch'egli nella "Mazzini", quale leader del movimento antifascista italiano all'estero e, implicitamente, futuro Capo del Governo di un'Italia liberal-democratica liberata dalla dittatura fascista e dalla monarchia. Tuttavia, l'atteggiamento delle autorità statunitensi verso tale progetto non andò oltre quello di una tiepida attesa e gli analoghi contatti che si tentarono con la Gran Bretagna non ebbero alcun esito.
La Mazzini Society andò in crisi tra il dicembre del 1942 e il gennaio del 1943, per un tentativo di riavvicinamento ai social-comunisti. Contrari a snaturare la matrice liberal-democratica dell'associazione, nel febbraio successivo, Tarchiani e Cianca si dimisero.
Dopo lo sbarco alleato in Sicilia (luglio 1943), Tarchiani, Cianca e Garosci si imbarcarono per rientrare in Europa sul transatlantico Queen Mary, trasformato per il trasporto truppe. Giunti in Inghilterra, dopo un viaggio non privo di incognite e pericoli, attivarono subito la radio clandestina di Giustizia e Libertà, trasmettendo per tutto l'arco della giornata attacchi al regime e alla monarchia, accusata di esserne stata complice, e affiancando i primi nuclei antifascisti. In agosto il gruppo riuscì a imbarcarsi per l'Italia, sbarcando finalmente a Salerno.
Giunto in Italia, Alberto Cianca, insieme agli ex GL Lussu, Tarchiani e Garosci, aderì al Partito d'Azione e, tra il giugno e il dicembre del 1944 fu ministro senza portafoglio nel II Governo Bonomi.

### Il dopoguerra e l'attività parlamentare
Nell'aprile del 1945, Cianca fu nominato membro della Consulta Nazionale e, nel I Governo De Gasperi (dicembre 1945 - luglio 1946), fu Ministro senza portafoglio per le relazioni con la Consulta.
Nelle elezioni politiche del 2 giugno 1946, tenutesi contemporaneamente al referendum istituzionale, Cianca fu eletto deputato alla Costituente nelle liste del Partito d'Azione e, come tutti i suoi compagni di partito, entrò a far parte del gruppo parlamentare autonomista. Al momento dello scioglimento del partito (20 ottobre 1947), entrò a far parte del Partito Socialista Italiano.
Nella seduta della Costituente del 13 dicembre 1947, Alberto Cianca ed Emilio Lussu mossero delle accuse nei confronti del collega democristiano Francesco Chieffi: il primo l'aveva nominato "collaboratore dei tedeschi", ed il secondo aveva dichiarato che Chieffi era stato "fornitore di donne ai tedeschi". Il 22 dicembre 1947 un'apposita Commissione di inchiesta parlamentare, presieduta da Luigi Gasparotto, concluse che le accuse erano senza fondamento sotto ogni profilo.
Nella seconda legislatura (1953-1958), Cianca fu eletto senatore nel collegio delle Marche nelle liste del PSI; rieletto nella legislatura successiva (1958-1963), è stato più volte presidente del Collegio dei probiviri dei giornalisti italiani. Roma gli ha dedicato un giardino pubblico riservato ai bambini alla sua periferia.